# Ḫabūrītum
Ḫabūrītum (sumerisch DḪa-bū-rī-tum, „die vom Ḫabur“) war im Pantheon der Ur-III-Zeit die Flussgöttin des Flusses Habur.
Sie erscheint in Texten, die in dem nahe Nippur gelegenen Ort Puzriš-Dagan gefunden wurden. Aus den Texten geht hervor, dass ihr neben Dagān, Malkum, Išḫara oder Inanna Tieropfer, namentlich ein gemästetes Schaf, dargebracht wurden. Es wird angenommen, dass ihr Kult im Zuge der Ausbreitung des Dagān-Kultes aus dem Gebiet des mittleren Euphrat, in den der Habur mündet, in das südlich davon gelegene Nippur gelangte.